# Chevilly (Loiret)
Chevilly – miejscowość i gmina we Francji, w Regionie Centralnym, w departamencie Loiret.
Według danych na rok 1990 gminę zamieszkiwało 2485 osób, a gęstość zaludnienia wynosiła 60 osób/km² (wśród 1842 gmin Regionu Centralnego Chevilly plasuje się na 149. miejscu pod względem liczby ludności, natomiast pod względem powierzchni na miejscu 149.).

## Polacy w Chevilly
W okresie II. Wojny i przez kilka lat było w Chevilly gimnazjum polskie prowadzone przez XX. pallotynów.